# Sup starješina
Sup starješina ili crni strvinar (lat. Aegypius monachus) je vrsta jastreba iz monotipskog roda Aegypius. Pripada potporodici strvinara starog svijeta. Staništa su mu suhe ravnice, rudine i šume.

## Opis
Sup starješina je jako velika ptica. Dug je 98-120 cm, s rasponom krila od 270 do 310 cm. Težak je 7-14 kg i tako je jedna od najtežih ptica letačica u svijetu. Perje joj je tamnosmeđe do crne boje. Rep joj je blago klinast. Gola koža glave i vrata je plavkasto-siva. Oči su smeđe boje. Kljun je tamne boje i dosta je krupan. Noge su plavosive ili blijedožute boje, a kod mladih ptica su ružičaste, kao i kljun. Mužjaci i ženke izgledaju podjednako, samo su ženke neznatno veće i teže. Sup starješina može letjeti na vrlo velikim visinama. Obično vrijeme provodi sam, ali je viđan u manjim grupama. Hrani se strvinama i malim sisavcima. Hranu traži iz zraka, ovisno o tome kakvo je vrijeme. Dosta je tih i rijetko krešti. Najčešći životni vijek supa starješine je 20 godina, a maksimalno doživi 39 godina.

## Razmnožavanje
Ove ptice gnijezdo prave od grančica i trave, a kao podloga služi bilo koje dostupno smeće. Gnijezdo se pravi svake godine. Nalazi se na stablu, hridi ili tlu. Ogromno je i može imati promjer i do 254 cm, te visinu od 129 cm, ali uobičajena gnijezda manja (160 cm promjera i 93 cm visine). Ženka u gnijezdo obično polaže samo jedno jaje, ali u nekim situacijama stavi dva jajeta. Jaja inkubiraju 50-55 dana. Mladi provedu 110-120 dana u gnijezdu. Nakon izlaska iz gnijezda još neko vrijeme dolaze kod roditelja nahraniti se ili prenoćiti. 

## Status zašite
Sredinom 20. stoljeća  sup starješina izumire u Hrvatskoj zajedno s kostoberinom i crkavicom. Osim u Hrvatskoj, ta ptica izumire i u još nekim zemljama Europe (Portugal, Francuska, Italija, Austrija, Poljska, Slovačka i Rumunjska) i sjeverozapadne Afrike (Maroko i Alžir). U zadnje vrijeme u nekim zemljama mu se poboljšalo stanje, npr. u Španjolskoj gdje je 1970. živjelo 200 parova, a 1992. broj im se povećava na 1000. Na području bivšeg SSSR-a ga zatvaraju u zoološke vrtove, dok mu u Tibetu prijete velike količine rodenticida.

## Galerija
- Aegypius monachus